# Cyamops kaplanae
Cyamops kaplanae är en tvåvingeart som beskrevs av Baptista och Wayne N. Mathis 2000. Cyamops kaplanae ingår i släktet Cyamops och familjen savflugor.
Artens utbredningsområde är Thailand. Inga underarter finns listade i Catalogue of Life.